# Parigi-Roubaix 2016
La Parigi-Roubaix 2016, centoquattordicesima edizione della corsa e valevole come decima prova dell'UCI World Tour 2016, si è svolta il 10 aprile 2016 lungo un percorso di 257,5 km, da Compiègne a Roubaix, comprendente ben 27 tratti di pavé per una distanza totale pari a 52 km. È stata vinta dall'australiano Mathew Hayman con il tempo di 5h51'53".

## Percorso
Il percorso dell'edizione 2016 si è sviluppato su una lunghezza di 257,5 km ed è partito da Compiègne con arrivo a Roubaix. Sul percorso, interamente pianeggiante, si sono incontrati 52 km di pavé, suddivisi in 27 cosiddetti settori, ciascuno caratterizzato da differente lunghezza e difficoltà (cinque stelle per i tratti più difficoltosi).
Settori in pavé
| Settore Numero | Nome                                      | Chilometro | Lunghezza (m) | Categoria         |
| -------------- | ----------------------------------------- | ---------- | ------------- | ----------------- |
| 27             | Troisvilles > Inchy                       | 97,5       | 2200          | * · * · *         |
| 26             | Viesly > Quiévy                           | 104        | 1800          | * · * · *         |
| 25             | Quiévy > Saint-Python                     | 106,5      | 3700          | * · * · * · *     |
| 24             | Saint-Python                              | 111        | 1500          | * · *             |
| 23             | Vertain > Saint-Martin-sur-Écaillon       | 120,5      | 2300          | * · * · *         |
| 22             | Capelle > Ruesnes                         | 127        | 1700          | * · * · *         |
| 21             | Quérénaing > Maing                        | 141        | 2500          | * · * · *         |
| 20             | Maing > Monchaux-sur-Écaillon             | 140,5      | 1600          | * · * · *         |
| 19             | Haveluy > Wallers                         | 153        | 2500          | * · * · * · *     |
| 18             | Foresta di Arenberg                       | 161,5      | 2400          | * · * · * · * · * |
| 17             | Wallers > Hélesmes                        | 167,5      | 1600          | * · * · *         |
| 16             | Hornaing > Wandignies-Hamage              | 174,5      | 3700          | * · * · * · *     |
| 15             | Warlaing > Brillon                        | 182        | 2400          | * · * · *         |
| 14             | Tilloy-lez-Marchiennes > Sars-et-Rosières | 185        | 2400          | * · * · * · *     |
| 13             | Beuvry-la-Forêt > Orchies                 | 191,5      | 1400          | * · * · *         |
| 12             | Orchies                                   | 196,5      | 1700          | * · * · *         |
| 11             | Auchy-lez-Orchies > Bersée                | 202,5      | 2700          | * · * · * · *     |
| 10             | Mons-en-Pévèle                            | 208        | 3000          | * · * · * · * · * |
| 9              | Mérignies > Avelin                        | 214        | 700           | * · *             |
| 8              | Pont-Thibaut > Ennevelin                  | 217,5      | 1400          | * · * · *         |
| 7              | Templeuve Le Moulin de Vertain            | 223,5      | 500           | * · *             |
| 6-1            | Cysoing > Bourghelles                     | 230        | 1300          | * · * · * · *     |
| 6-2            | Bourghelles > Wannehain                   | 232,5      | 1100          | * · * · *         |
| 5              | Camphin-en-Pévèle                         | 237        | 1800          | * · * · * · *     |
| 4              | Carrefour de l'Arbre                      | 240        | 2100          | * · * · * · * · * |
| 3              | Gruson                                    | 242        | 1100          | * · *             |
| 2              | Willems > Hem                             | 249        | 1400          | * · *             |
| 1              | Roubaix                                   | 256        | 300           | *                 |

## Squadre partecipanti
Prendono parte alla competizione 25 squadre: oltre alle 18 formazioni con licenza UCI World Tour, partecipanti di diritto, sono state invitate 7 squadre UCI Professional Continental, Bora-Argon 18, Cofidis, Delko-Marseille Provence-KTM, Direct Énergie, Fortuneo-Vital Concept, Topsport Vlaanderen-Baloise e Wanty-Groupe Gobert.
| N.      | Cod. | Squadra                    |
| ------- | ---- | -------------------------- |
| 1-8     | TGA  | Team Giant-Alpecin         |
| 11-18   | EQS  | Etixx-Quick Step           |
| 21-28   | BMC  | BMC Racing Team            |
| 31-38   | AST  | Astana Pro Team            |
| 41-48   | IAM  | IAM Cycling                |
| 51-58   | OGE  | Orica-GreenEDGE            |
| 61-68   | SKY  | Team Sky                   |
| 71-78   | LTS  | Lotto-Soudal               |
| 81-88   | KAT  | Team Katusha               |
| 91-98   | TLJ  | Team Lotto NL-Jumbo        |
| 101-108 | BOA  | Bora-Argon 18              |
| 111-118 | TNK  | Tinkoff                    |
| 121-128 | COF  | Cofidis, Solutions Crédits |

| N.      | Cod. | Squadra                      |
| ------- | ---- | ---------------------------- |
| 131-138 | WGG  | Wanty-Groupe Gobert          |
| 141-148 | TFS  | Trek-Segafredo               |
| 151-158 | ALM  | AG2R La Mondiale             |
| 161-168 | FDJ  | FDJ                          |
| 171-178 | FVC  | Fortuneo-Vital Concept       |
| 181-188 | DEN  | Direct Énergie               |
| 191-198 | TSV  | Topsport Vlaanderen-Baloise  |
| 201-208 | DDD  | Team Dimension Data          |
| 211-218 | LAM  | Lampre-Merida                |
| 221-228 | MOV  | Movistar Team                |
| 231-238 | CPT  | Cannondale Pro Cycling Team  |
| 241-248 | DMP  | Delko-Marseille Provence-KTM |

## Ordine d'arrivo (Top 10)
| Pos. | Corridore           | Squadra      | Tempo    |
| ---- | ------------------- | ------------ | -------- |
| 1    | Mathew Hayman       | Orica        | 5h51'53" |
| 2    | Tom Boonen          | Etixx        | s.t.     |
| 3    | Ian Stannard        | Sky          | s.t.     |
| 4    | Sep Vanmarcke       | Lotto NL     | s.t.     |
| 5    | E. Boasson Hagen    | Dimension    | a 3"     |
| 6    | Heinrich Haussler   | IAM          | a 1'00"  |
| 7    | Marcel Sieberg      | Lotto-Soudal | s.t.     |
| 8    | Aleksejs Saramotins | IAM          | s.t.     |
| 9    | Imanol Erviti       | Movistar     | a 1'07"  |
| 10   | Adrien Petit        | Direct       | a 2'20"  |